# Astrobiology Field Laboratory
Az Astrobiology Field Laboratory (AFL, angolul Asztrobiológiai Tereplaboratórium) tervezett Mars-szonda, melyet a tervek szerint 2016-ban indítottak volna egy Atlas V rakétával. A Mars Science Laboratoryhoz hasonló marsjáró tudományos berendezéseit elsősorban asztrobiológiai kísérletekre tervezték volna. A küldetést pénzhiány miatt törölték